# Pomarance
Pomarance és un municipi situat al territori de la província de Pisa, a la regió de la Toscana, (Itàlia).
Pomarance limita amb els municipis de Casole d'Elsa, Castelnuovo di Val di Cecina, Montecatini Val di Cecina, Monterotondo Marittimo, Monteverdi Marittimo, Radicondoli i Volterra.

## Galeria

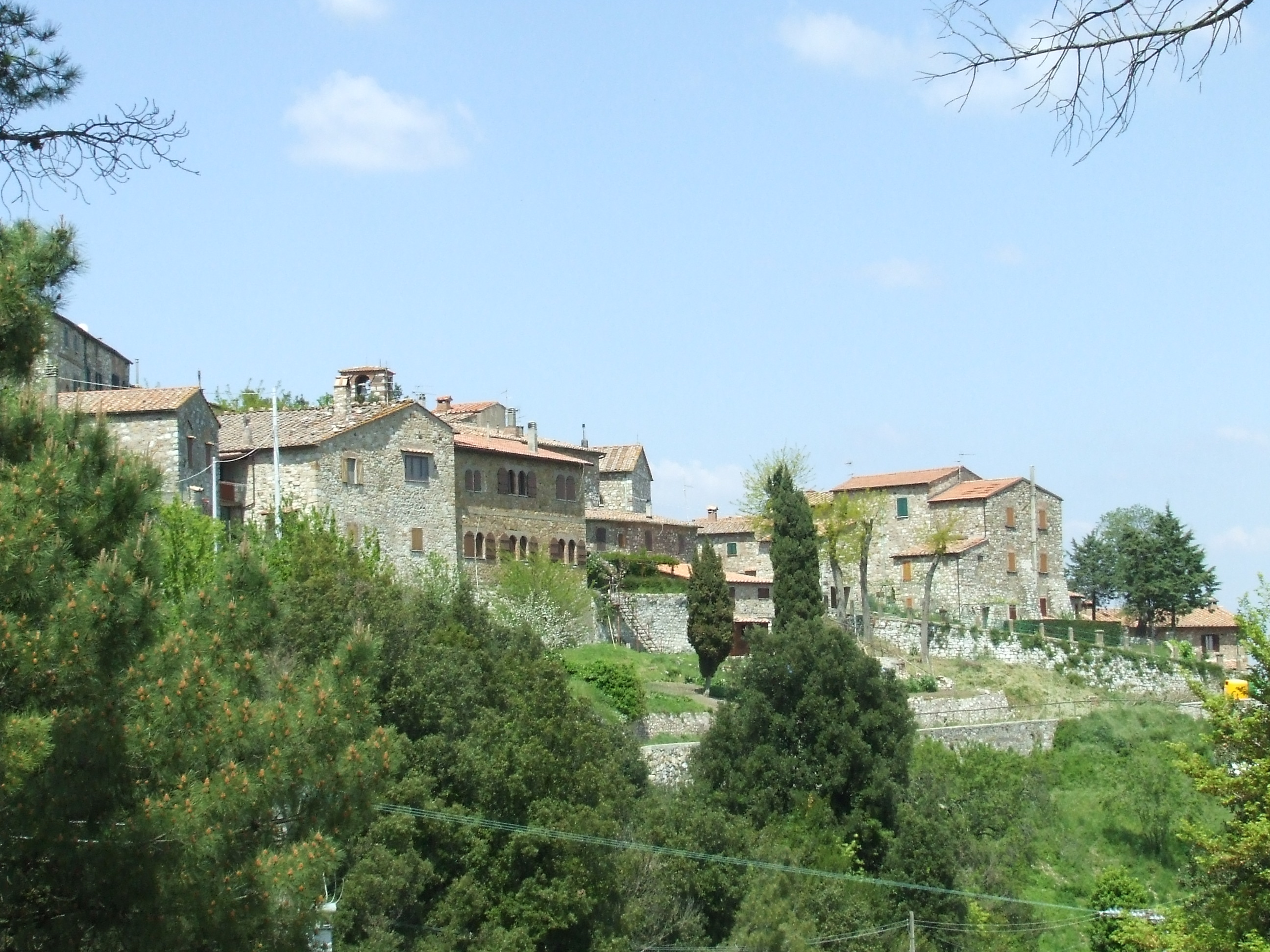
Vista de Libbiano (pertanyent a Pomarance)
Localització del municipi a la prov. de Pisa